# Anielia paranica
Anielia paranica är en fjärilsart som beskrevs av Józef Razowski och Becker 1983. Anielia paranica ingår i släktet Anielia och familjen vecklare. Inga underarter finns listade i Catalogue of Life.